# Schoonselhof Cemetery
Schoonselhof Cemetery is een Britse militaire begraafplaats met gesneuvelden uit de beide Wereldoorlogen. Ze ligt aan de Krijgsbaan op 6,5 km ten zuidwesten van het centrum van Antwerpen, binnen het domein Schoonselhof dat werd ingericht als burgerlijke begraafplaats van Antwerpen. De militaire perken met verschillende nationaliteiten liggen aan de zuidoostelijke rand van de begraafplaats. De Britse perken werden ontworpen door Philip Hepworth en worden onderhouden door de Commonwealth War Graves Commission. De Britse graven liggen in vijf perken verdeeld over twee percelen. In het noordelijkste perceel staat centraal het Cross of Sacrifice en aan de oostelijke rand een natuurstenen schuilhuis.
Er liggen 101 gesneuvelden uit de Eerste- en 1.489 uit de Tweede Wereldoorlog begraven.
De begraafplaats is sedert november 2014 als bouwkundig erfgoed erkend.

## Geschiedenis

### Eerste Wereldoorlog
Antwerpen was van 17 augustus tot 7 oktober 1914 de zetel van de Belgische regering. Tegen het einde van augustus was de stad een van de sterke posities op de linkerflank van het geallieerde front. Tegen midden september was deze positie van cruciaal belang voor de verdediging van de haven. Er waren vestingtroepen gelegerd en een groot deel van het Belgische veldleger en de Royal Naval Air Service gebruikten het nabijgelegen vliegveld.
Op 27 september belegerden de Duitsers Antwerpen. Tijdens de eerste week van oktober trok de Royal Naval Division de stad binnen en speelde een belangrijke rol in de verdediging ervan. Op 9 oktober echter, voordat andere Britse en Franse versterkingen konden arriveren, werden de laatste forten onhoudbaar en vertrokken de laatste verdedigers. Van 10 oktober 1914 tot de wapenstilstand was de stad in Duitse handen.
Onder de 101 slachtoffers zijn er 92 geïdentificeerde waaronder 90 Britten en 2 Canadezen. Na de wapenstilstand werden nog enkele doden vanuit de Duitse begraafplaats en de casinotuin in Lier, het kerkhof van Boechout en de gemeentelijke begraafplaats van Mechelen naar hier overgebracht.

### Tweede Wereldoorlog
Op 10 mei 1940 vielen Duitse troepen België binnen. Antwerpen werd door hen bezet tot de bevrijding door de geallieerden op 4 september 1944. De stad en de haven werden door de Duitsers verdedigd en het duurde enkele weken voordat vanaf de Noordzee het Duitse verzet kon worden gebroken.
Onder de 1.489 slachtoffers zijn er 34 niet geïdentificeerde. Er worden 1.069 Britten, 346 Canadezen, 17 Australiërs, 16 Polen, 5 Nieuw-Zeelanders, 1 Amerikaan en 1 Fransman herdacht.

## Graven
- de Amerikaanse 1e luitenant-piloot Max E. Dowden diende bij de U.S. Army Air Forces. Hij werd met zijn Avro Lancaster bommenwerper boven Antwerpen neergeschoten waarbij hij en nog een bemanningslid omkwamen. Zijn lichaam kon niet meer gelokaliseerd worden en hij wordt herdacht met een Special Memorial[2]
- in het grootste perceel liggen enkele perken met Belgische, Franse, Italiaanse, Portugese en Russische graven. Er ligt ook 1 Roemeense dode.

### Onderscheiden militairen
- Percy Lawrence M. Battye, luitenant-kolonel bij de Welsh Guards, James Armstrong Wright, majoor bij de Black Watch (Royal Highlanders) en Arthur Edward Prosser, kapitein bij het Worcestershire Regiment werden onderscheiden met het Military Cross (MC).
- James Walter Heap, staff-sergeant bij de Royal Canadian Artillery, werd onderscheiden met de British Empire Medal (BEM).
- volgende officieren van de Royal Air Force of Royal Canadian Air Force werden onderscheiden met het Distinguished Flying Cross (DFC): George R. Royde, Nathaniel L. Shove, Charles H. Stewart, William A. Tetley, Eric A. Williams, James L. Allan, Donovan J. Bacon, Mervyn James, Kenneth J. Lambert en William J. Lewis.
- volgende bemanningsleden van de Royal Air Force of Royal Canadian Air Force werden onderscheiden met de Distinguished Flying Medal (DFM): William L. Vanderdasson, Frank Williams, Gilbert H. Agar, George R. Chaundy, Alan J. Crough, James M. Freckleton, John L. Houlston, James H. Mallin, William Mather en John L. Fletcher.
- volgende militairen ontvingen de Military Medal (MM): onderofficier Brinley Paine, de sergeanten Lawrence Skillings en Clifford V. Hebner, korporaal Peter Shevlin en pionier James McElhill.

### Minderjarige militair
- Eudore Boudreau, soldaat bij de Les Fusiliers Mont-Royal, R.C.I.C. was slechts 17 jaar toen hij sneuvelde op 5 oktober 1944.

### Aliassen
- luitenant Ralph Brudenell St.George Smyth diende onder het alias Ralph B. Smyth bij het British Columbia Regiment, R.C.A.C..
- kwartiermeester-sergeant John Henderson-Smith diende onder het alias John Henderson Smith bij de Royal Artillery.
- korporaal Hans Lilienfeldt diende onder het alias Hans Loder bij het Pioneer Corps.